# Sarcohyla siopela
Espèce
Statut de conservation UICN

 CR B1ab(iii,v)+2ab(iii,v) : 
En danger critique
Synonymes
- Hyla siopela Duellman, 1968
- Plectrohyla siopela Faivovich, Haddad, Garcia, Frost, Campbell, and Wheeler, 2005

Sarcohyla siopela est une espèce d'amphibiens de la famille des Hylidae.

## Répartition
Cette espèce est endémique du centre de l'État de Veracruz au Mexique. Elle se rencontre entre 2 500 et 2 550 m d'altitude sur le Cofre de Perote dans la Sierra Madre Orientale,.

## Publication originale
- Duellman, 1968 : Description of New Hylid Frogs From Mexico and Central America. University of Kansas publications, Museum of Natural History, vol. 17, no 13, p. 559-578 (texte intégral).